# Stúpino
Stúpino (en ruso: Сту́пино) es una localidad del óblast de Moscú, en Rusia. Centro administrativo del raión homónimo, está ubicada a orillas del río Oka, 100 km al sur de Moscú. Cuenta con una población de 65 880 habitantes (2010).

## Historia
Desde 1505 existían varios asentamientos en lo que hoy es Stúpino, su fundación se debe en mayor parte a la unión de esos antiguos asentamientos. Desde 1934-39 se le llamó a la región Elektrovoz, debido a una planta eléctrica que se fundó en sus cercanías. Posteriormente se organizó como asentamiento de tipo urbano, se renombró como Stúpino y se convirtió oficialmente en ciudad cerrada de la Unión Soviética. Durante la Guerra Fría, la principal industria en Stúpino fue la producción de armas, y además fue la sede de la Fuerza Aérea Stúpino. Desde 1995 posee la principal rama de fábricas de Mars Incorporated en Rusia.

## Sitios de interés
Su principal punto de referencia es el Monasterio Belopesotski, que contiene estructuras del siglo XVII. Además, cuenta con un museo, dos cines y el Palacio de la Cultura.

## Ciudades hermanadas
- Yamena, Chad.
- Telgte, Alemania.
- Vitebsk, Bielorrusia.